# 8e cérémonie des BET Hip Hop Awards
La 8e cérémonie des BET Hip Hop Awards, organisée par Black Entertainment Television, a eu lieu le 15 octobre 2013 et a récompensé les artistes, producteurs et réalisateurs de clips de hip-hop.
La cérémonie a été retransmise sur la chaîne Black Entertainment Television le 10 octobre 2017.

## Performances
- Meek Mill : Dreams and Nightmares, Levels
- Yo Gotti, Rocko et Rich Homie Quan : Act Right, U.O.E.N.O., Type of Way
- 2 Chainz featuring Mannie Fresh et Juvenile : Fork, Go DJ, Used 2, Back That Azz Up
- Future, DJ Khaled et Rick Ross : Honest, I Wanna Be with You, No Games
- Schoolboy Q, Kendrick Lamar et Jay Rock : Collard Greens, Money Trees
- French Montana featuring Diddy, Snoop Dogg et Rick Ross : Ain't Worried About Nothin'
- Bone Thugs-N-Harmony featuring Claudette Ortiz : Thuggish Ruggish Bone, 1st of tha Month, Crossroads

## Palmarès
Les lauréats sont indiqués ci-dessous dans chaque catégorie et en caractères gras.
- Vidéo hip-hop de l'année : Started from the Bottom de Drake
- Meilleur réalisateur de vidéo de l'année : Benny Boom
- Titre hip-hop de l'année : Started from the Bottom de Drake
- Découverte de l'année : ASAP Ferg
- Producteur de l'année : Mike Will Made It
- MVP hip-hop de l'année : Kendrick Lamar
- Parolier de l'année : Kendrick Lamar
- Meilleure performance live : Jay-Z
- CD hip-hop de l'année : Good Kid, M.A.A.D City de Kendrick Lamar
- Hustler de l'année : Jay-Z
- DJ de l'année : DJ Drama
- Meilleur site de hip-hop : WorldStarHipHop.com
- I Am Hip-Hop Award : MC Lyte
- Made-You-Look Award : Nicki Minaj et ASAP Rocky
- Verizon People's Champ Award : Started from the Bottom de Drake
- Meilleure collaboration pour un duo ou un groupe : Fuckin' Problems d'ASAP Rocky featuring Drake, 2 Chainz et Kendrick Lamar
- Best Club Banger : Pop That de French Montana featuring Rick Ross, Drake et Lil Wayne
- Meilleure mixtape : Detroit de Big Sean
- Sweet 16: Meilleur couplet d'un featuring : Kendrick Lamar dans Fuckin' Problems d'ASAP Rocky featuring Drake et 2 Chainz
- Titre marquant : Crooked Smile de J. Cole featuring TLC